# Arts précolombiens

## Amérique du Nord

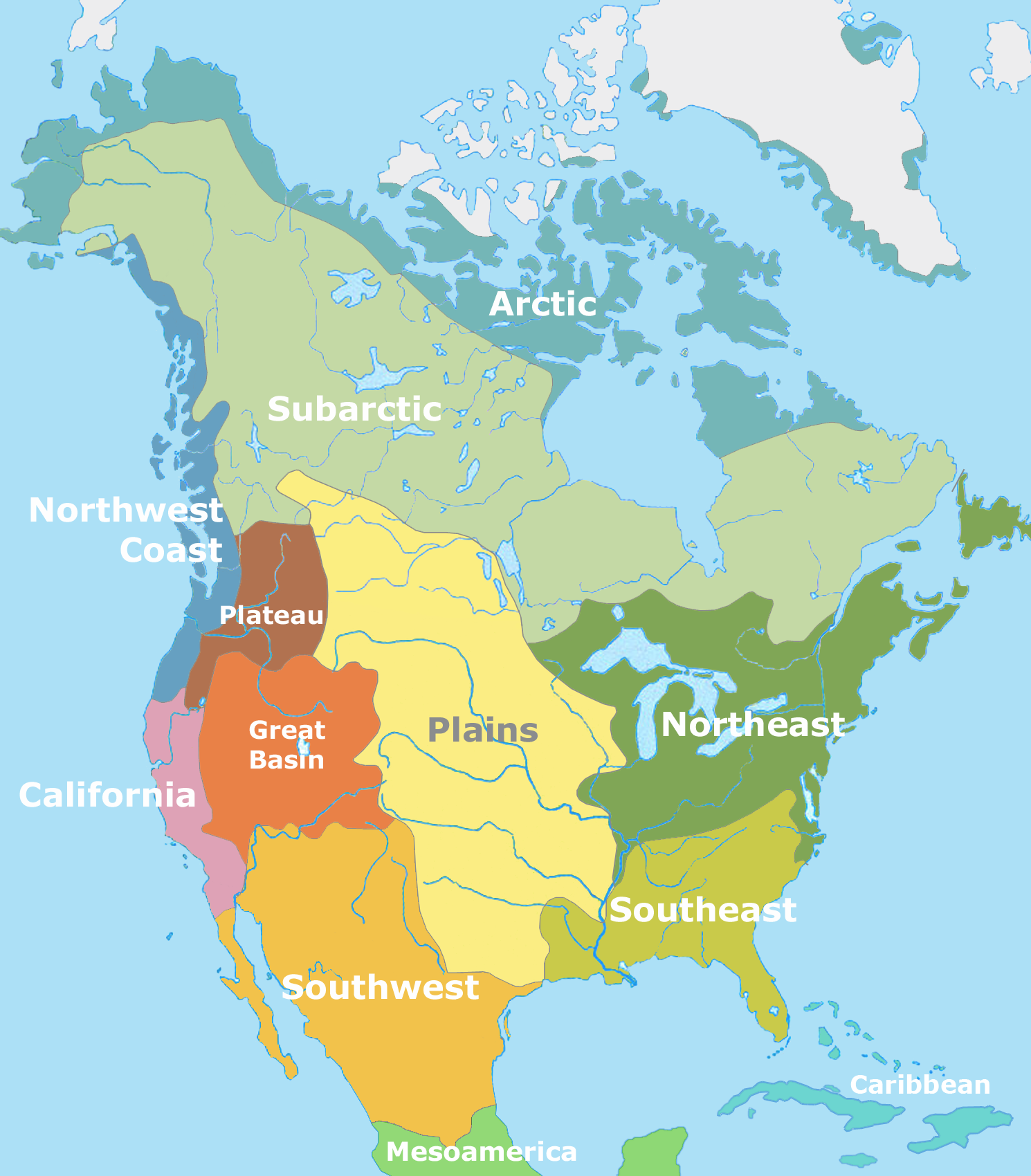
Les principales aires culturelles d'Amérique du Nord

### Période archaïque
En Amérique du Nord, la période située entre -9000 et -800 est appelée période archaïque. Elle est plus courte en Amérique du Sud où elle se termine vers -3000. Les principaux vestiges laissés par les Paléoaméricains sont des outils lithiques ainsi que des images peintes ou sculptées sur des rochers ou dans des cavernes. Des régions comme le Sud-Ouest des États-Unis ou les Andes sont particulièrement riches en pictogrammes et en pétroglyphes de cette époque reculée. Ces productions forment ce que l'on appelle l'art rupestre.

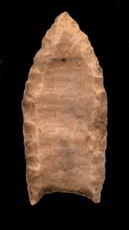
Pointe taillée de la tradition Folsom (États-Unis)
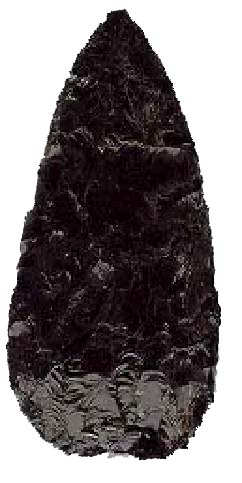
Biface en obsidienne de la culture Clovis (États-Unis)
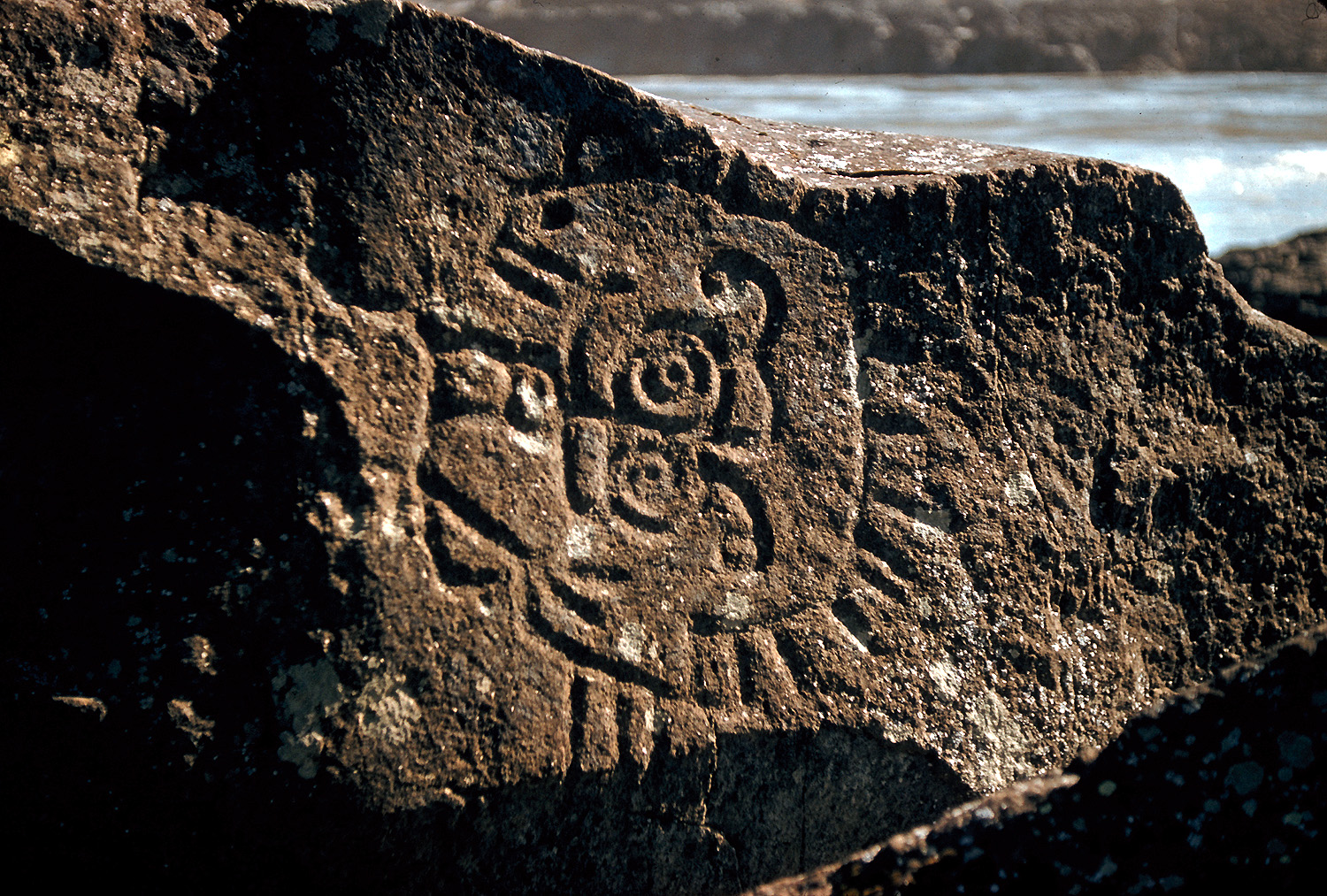
Pétroglyphes dans la Columbia River Gorge (Washington, États-Unis)
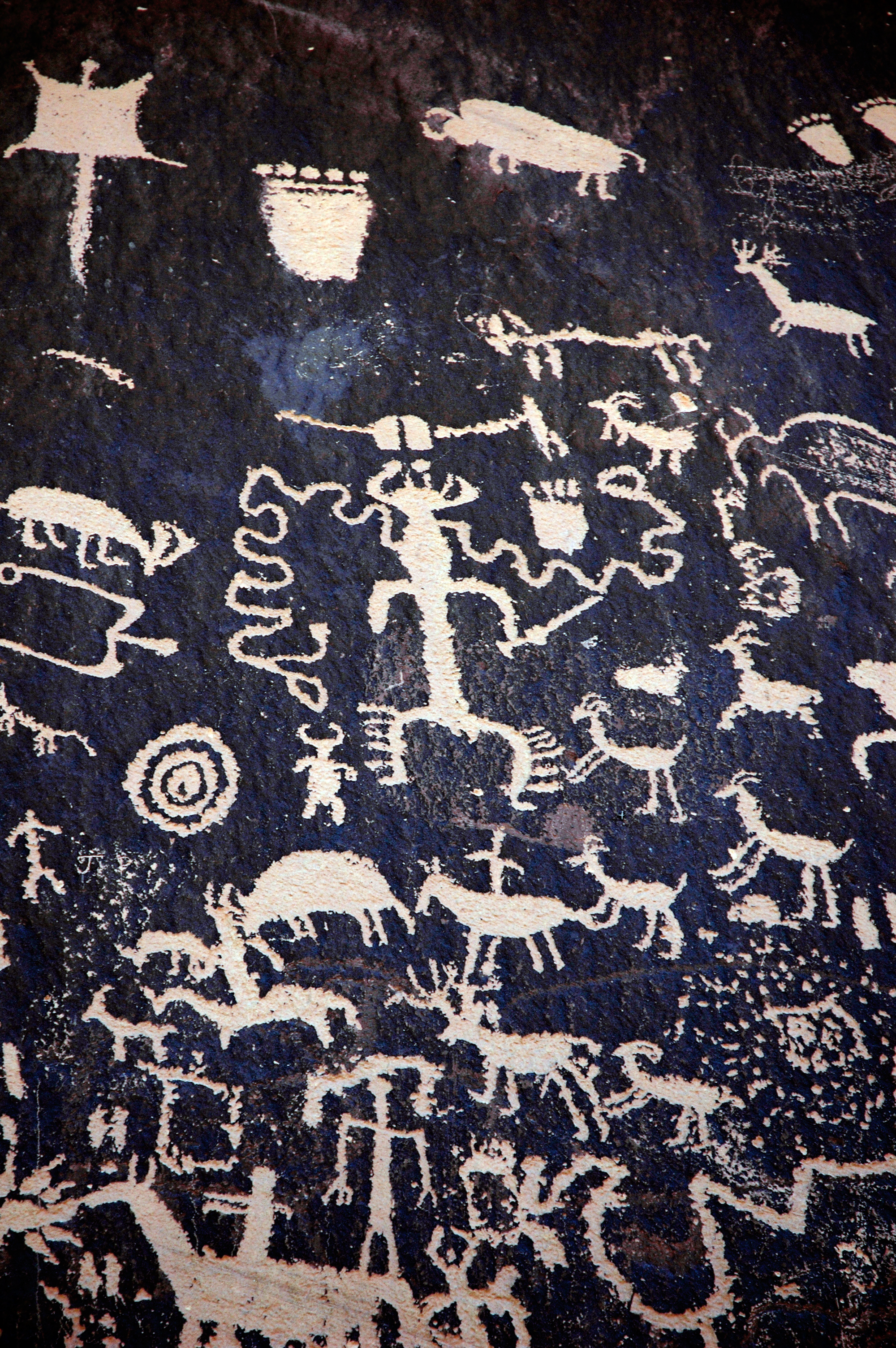
Pétroglyphes (Utah, États-Unis)

### Aire subarctique
Les Yupiks d'Alaska possèdent une longue tradition de fabrication de masques. Ces derniers étaient utilisés pour les rituels chamaniques. Les peuples autochtones subarctiques du Canada ont produit des objets artistiques depuis l'époque de la culture de Dorset. La culture de Thulé, plus tardive, élabore des œuvres plus décorées. L'apogée de l'art inuit se trouve à la fin du XIXe siècle. Au XXe siècle, sous l'impulsion du gouvernement canadien, les Inuits développent leur artisanat qui est vendu plus au sud.

Art inuit du Canada et de l'Alaska
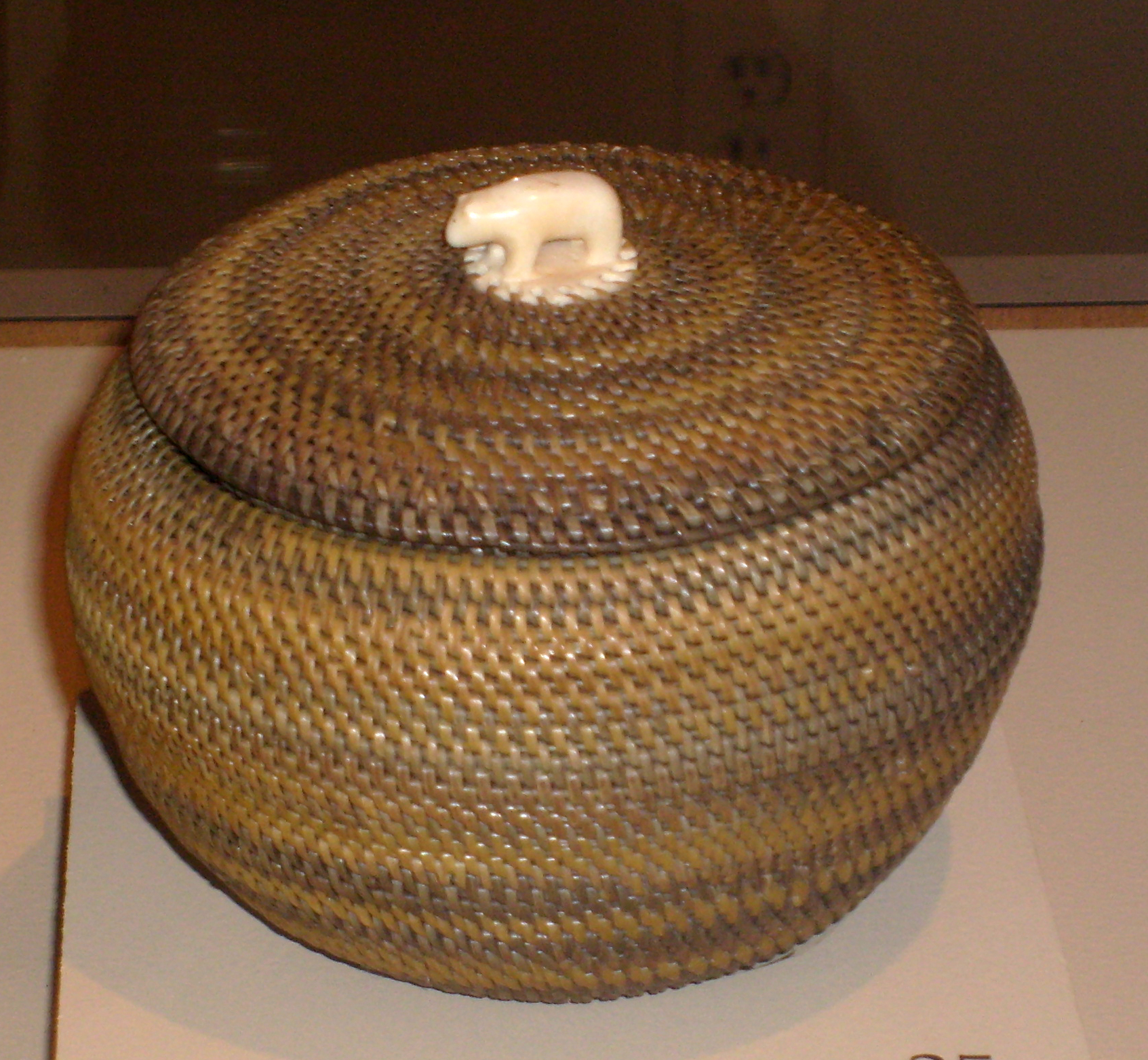
Récipient par Kinguktuk (1871-1941), Barrow (Alaska)
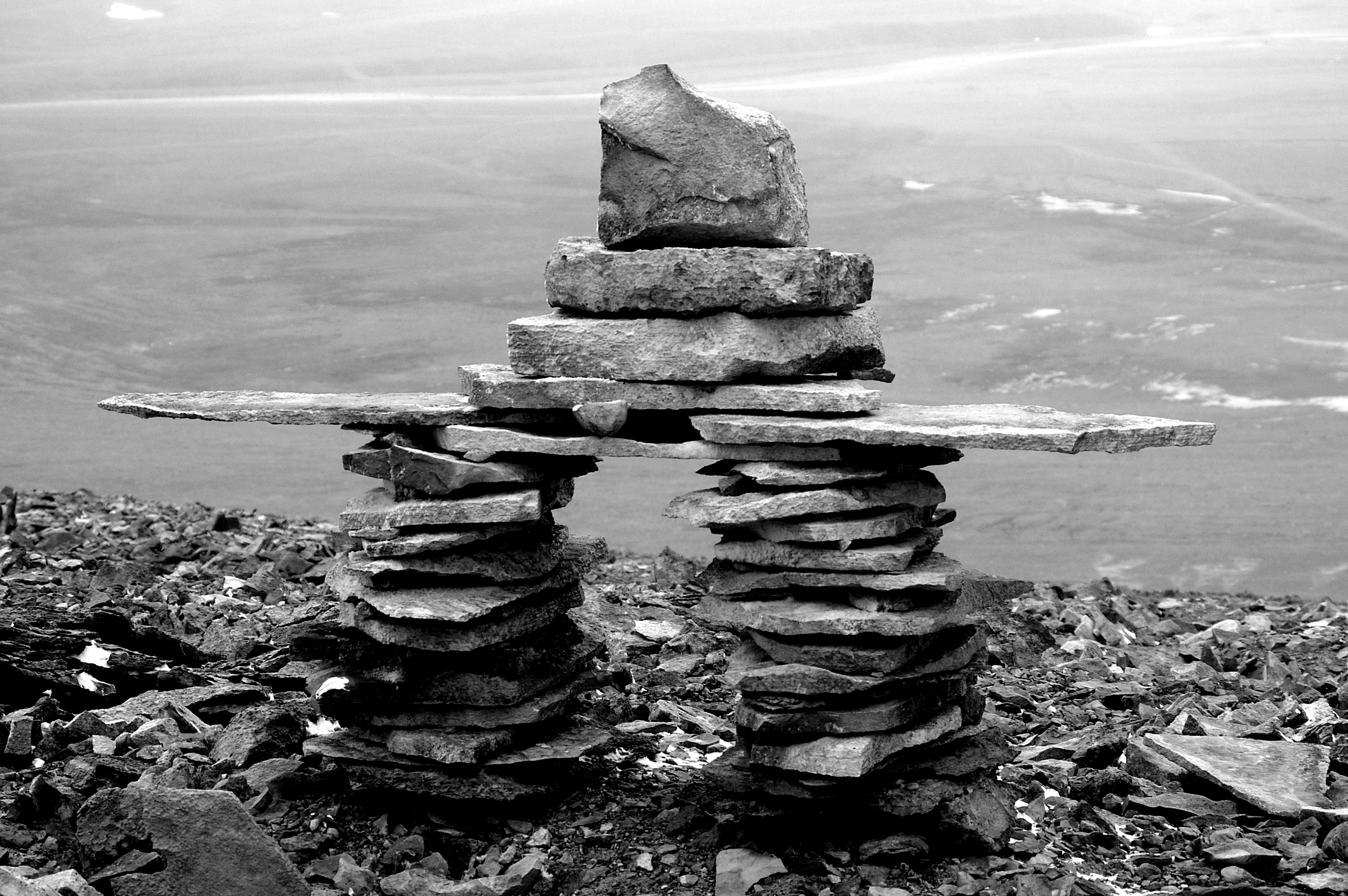
Un Inuksuk de Resolute Bay.

### Côte nord-ouest
La côte nord-ouest désigne la région littorale du Pacifique, entre le nord de la Californie et l'Alaska. L'art des tribus Haida, Tlingit, Tsimshian utilise des symboles et un style très élaborés. Les objets produits sont généralement en bois (cèdre de l'ouest, séquoia). Les œuvres les plus connues sont les Totem, les masques et les canoës.

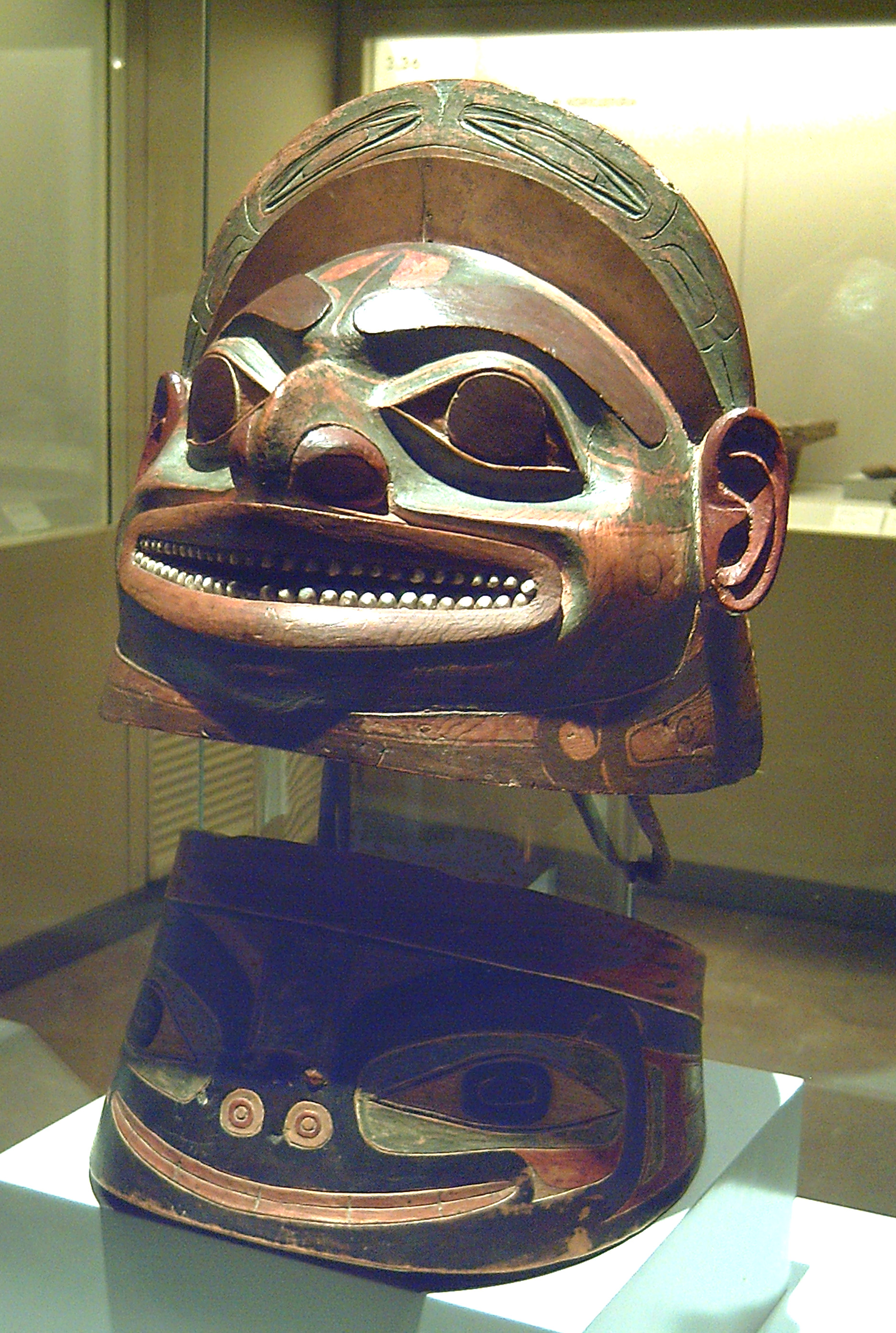
Casque et collier Tlingit, XVIIIe siècle, Museo de América, Madrid, Espagne.
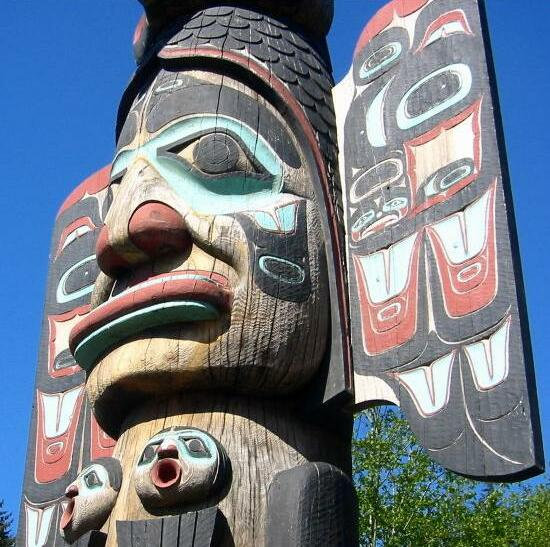
Mât totémique, Alaska, dans le style Tlingit.
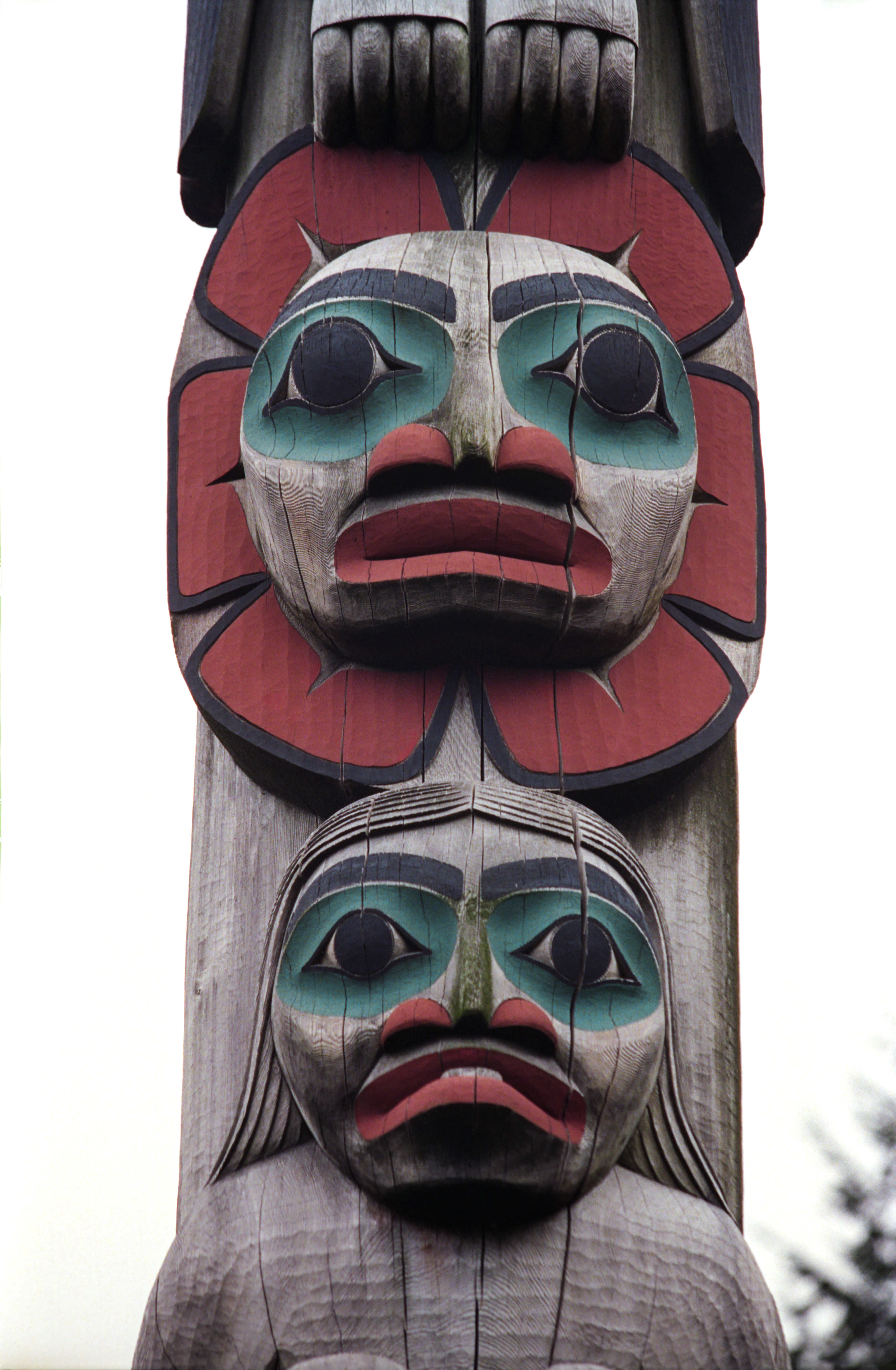
Mât totémique de Saxman Totem Park, Ketchikan (Alaska)
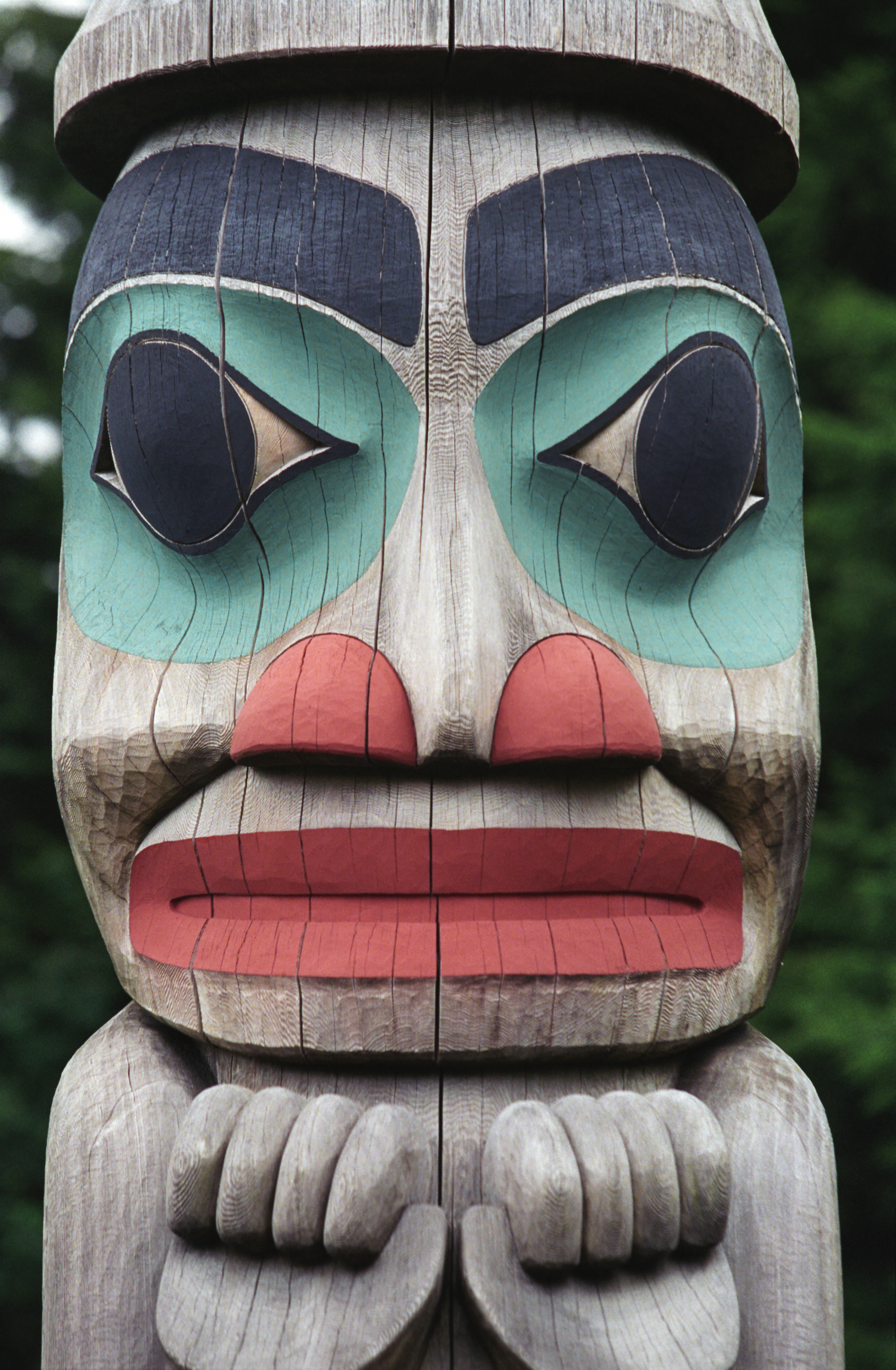
Mât totémique de Saxman Totem Park, Ketchikan (Alaska)
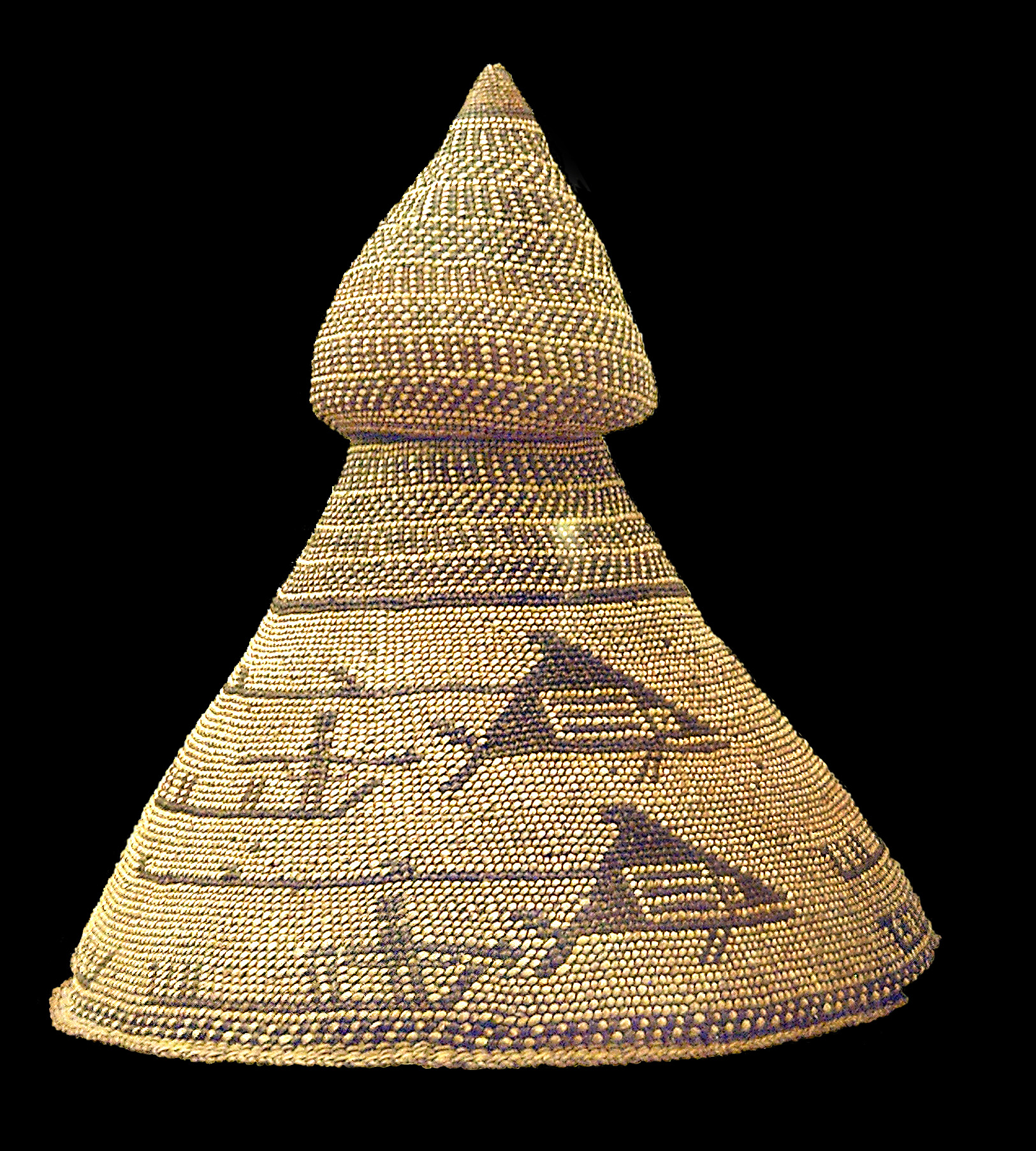
Chapeau de chef nutka, XVIIIe siècle, fibre d'écorce de cèdre, Nuu-chah-nulth. Museo de América, Madrid, Espagne.

### Forêts du Nord-Est
Les Amérindiens du Nord-Est vivaient dans les régions forestières  situées à l'est du Mississippi, dans la région des Grands Lacs et du fleuve Saint-Laurent. Ces tribus étaient diverses mais étaient en contact les unes avec les autres à travers les échanges commerciaux. La culture des Mound Builders édifiait des tertres en terre pour enterrer leurs morts ou marquer une limite. Les céramiques de la  (-2500/+100) sont les plus anciennes dans cette région. La culture Adena qui prit le relais a produit des sculptures sur pierre avec des signes zoomorphes. Puis la tradition Hopewell (200/500) est connue pour ses bijoux, ses sculptures sur différents supports, y compris des ossements humains. 
D'autres peuples comme les Iroquois, ont produit des ceintures de perles et de coquillages appelées wampum. Ces objets servaient de monnaie mais aussi à transmettre les légendes tribales.

Art du Nord-Est
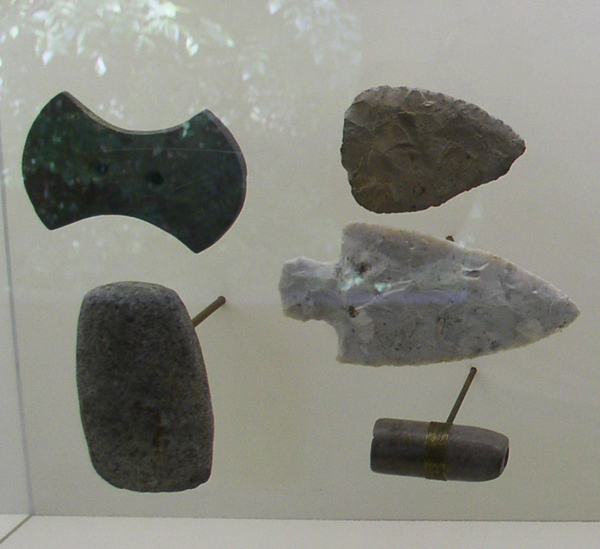
Objets de la culture adena, Serpent Mound, États-Unis
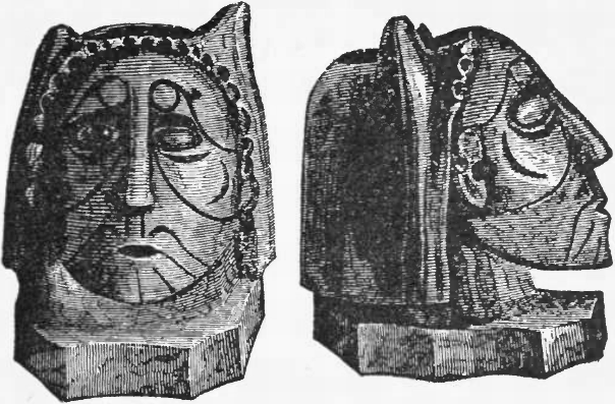
Morceau de pipe, culture adena, Ohio, États-Unis
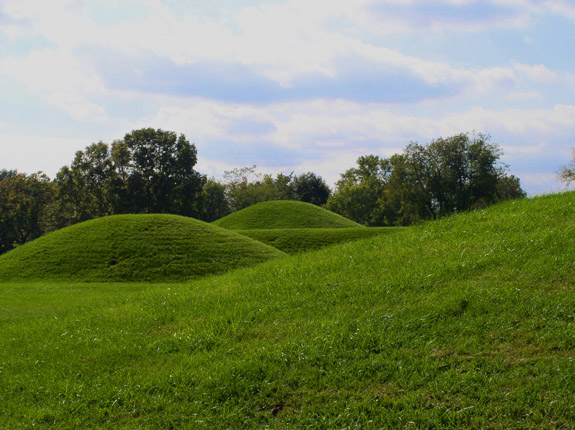
Tertres de la culture Hopewell (Mound City Group), Ohio, États-Unis
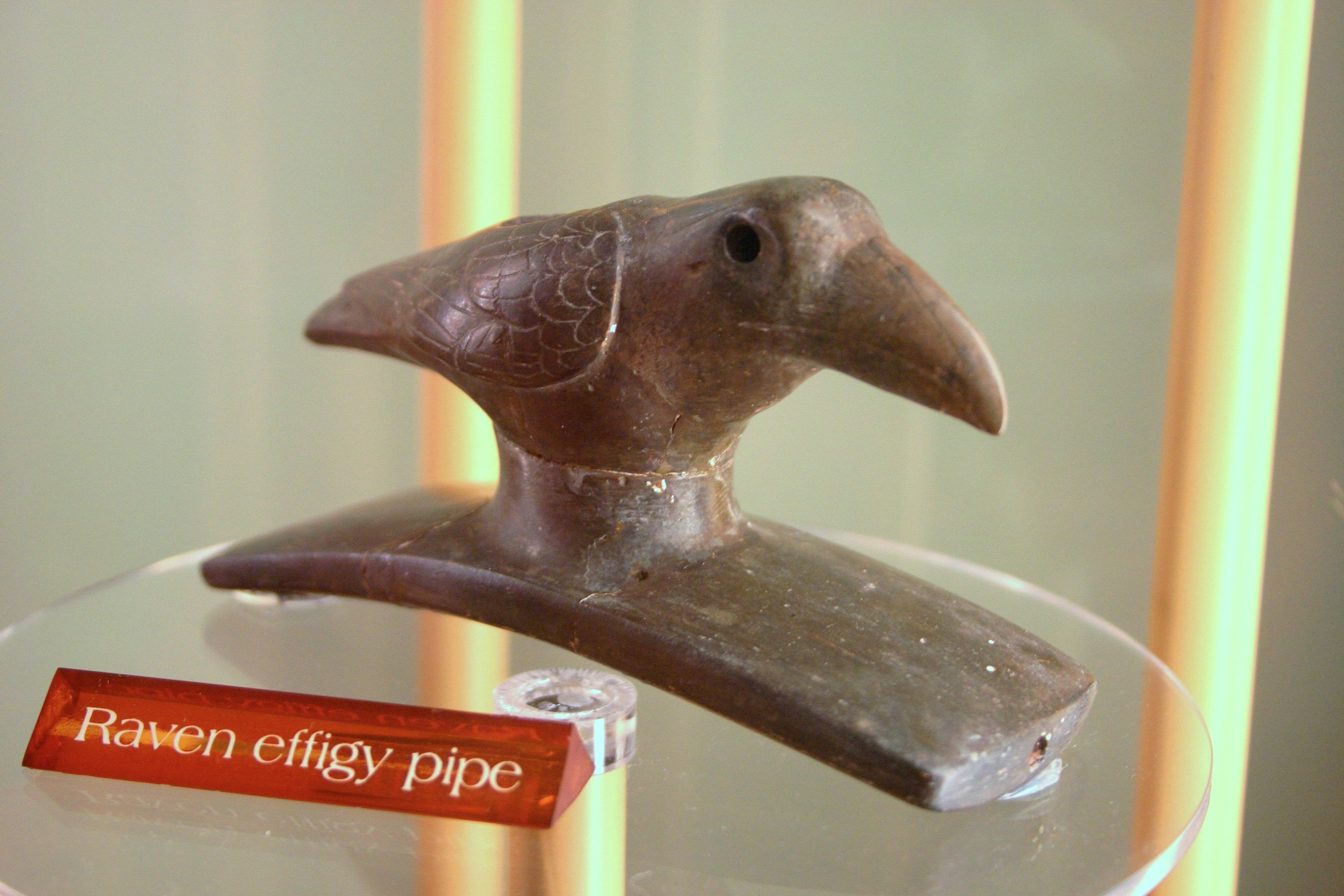
Stéatite sculptée en forme de corbeau, tradition Hopewell, États-Unis
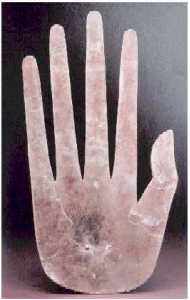
Main sculptée dans du mica, Hopewell Culture National Historical Park, États-Unis
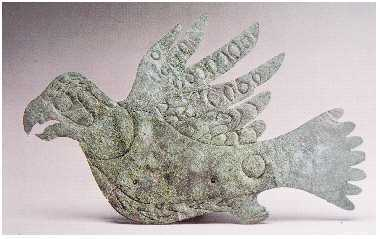
Faucon en cuivre, Mound City Group, États-Unis

### Sud-est des États-Unis
Dès l'époque archaïque, les Amérindiens occupent la Louisiane et développent ce que les archéologues appellent la Poverty Point culture (vers -2000/ vers -1000). Beaucoup d'objets retrouvés à Poverty Point ont été réalisés à partir de matériaux venus de régions éloignées : par exemple, la vaisselle en stéatite des Appalaches. De nombreux objets en terre cuite ont été retrouvés.
La Civilisation du Mississippi qui s'est développée entre le IXe et le XVIIe siècle, à l'est du Mississippi, peut être rattachée à la culture des Mound Builders. Elle a laissé de beaux témoignages de son artisanat : les poteries et les céramiques utilisaient des coquillages. Les Amérindiens ne connaissaient pas les techniques de la métallurgie mais ils savaient travailler des métaux tels que le cuivre et l'or.
En Floride, les Calusa représentaient des animaux, alors que les Seminoles sont connus pour leur production textile.

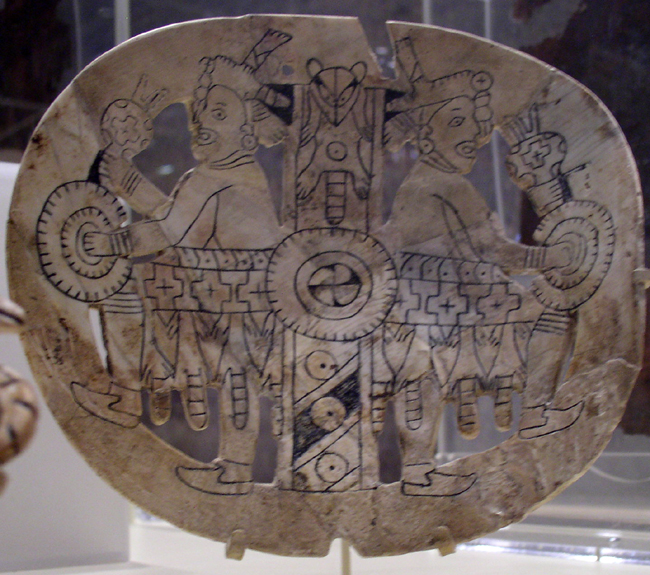
Coquille gravée, Spiro Mounds (Civilisation du Mississippi)
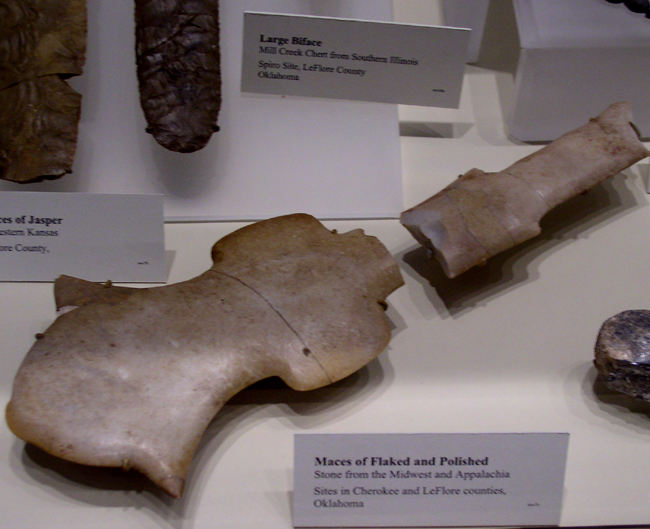
Pierre cérémonielle, Spiro Mounds (Civilisation du Mississippi)
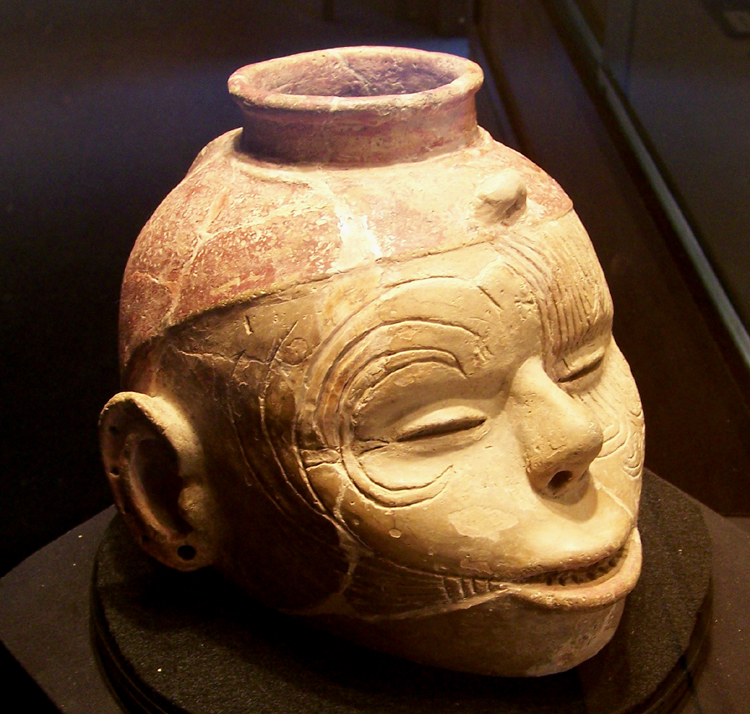
Poterie en forme de tête (Civilisation du Mississippi)
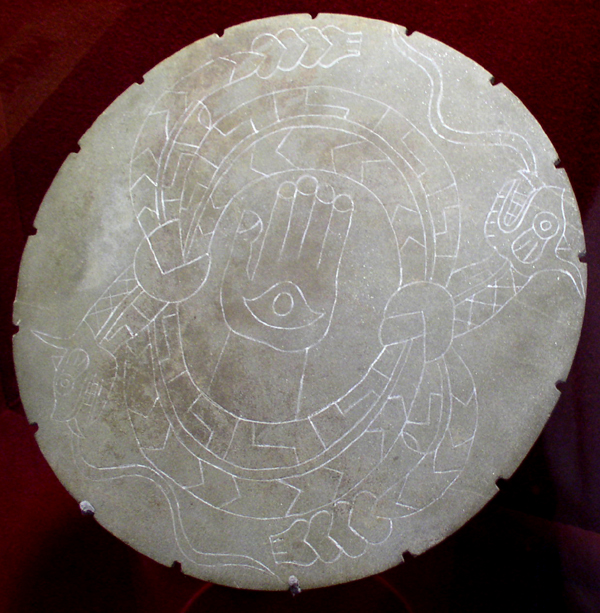
Pierre gravée, Moundville Site (Civilisation du Mississippi)
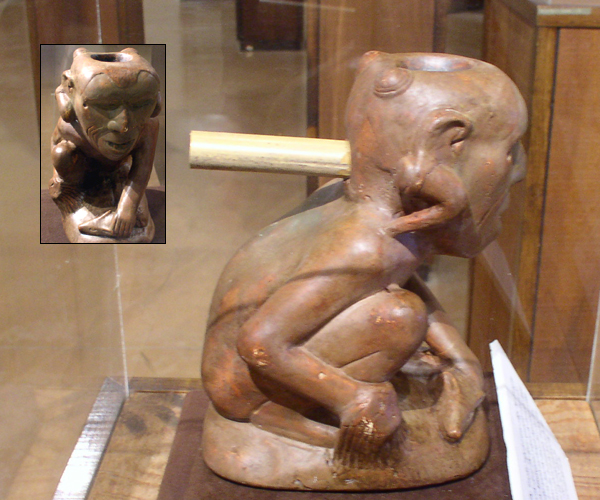
Partie de pipe, Spiro Mounds (Civilisation du Mississippi)
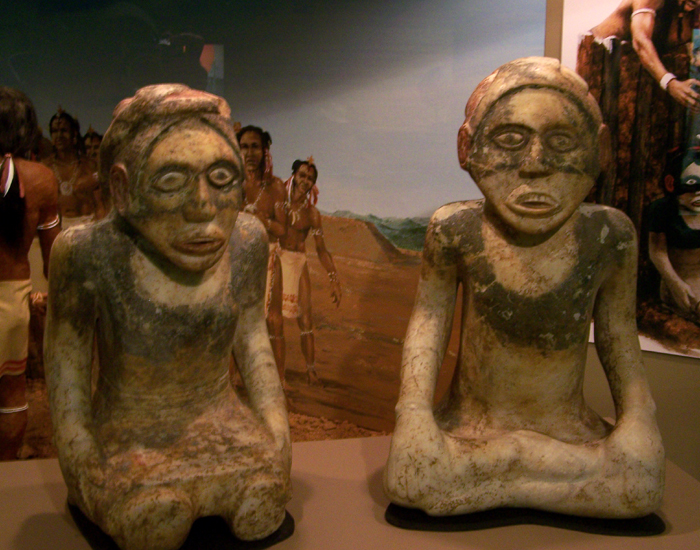
Effigies en pierre, Buttes indiennes d'Etowah (Civilisation du Mississippi)
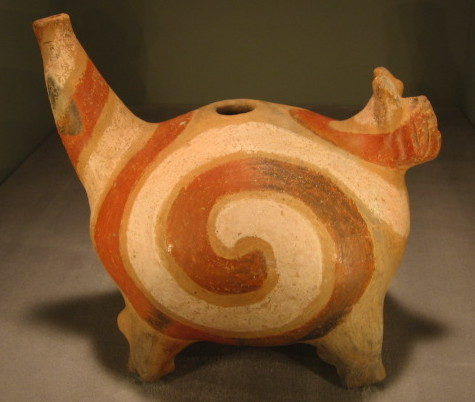
Céramique, Parkin Archeological State Park (Civilisation du Mississippi)
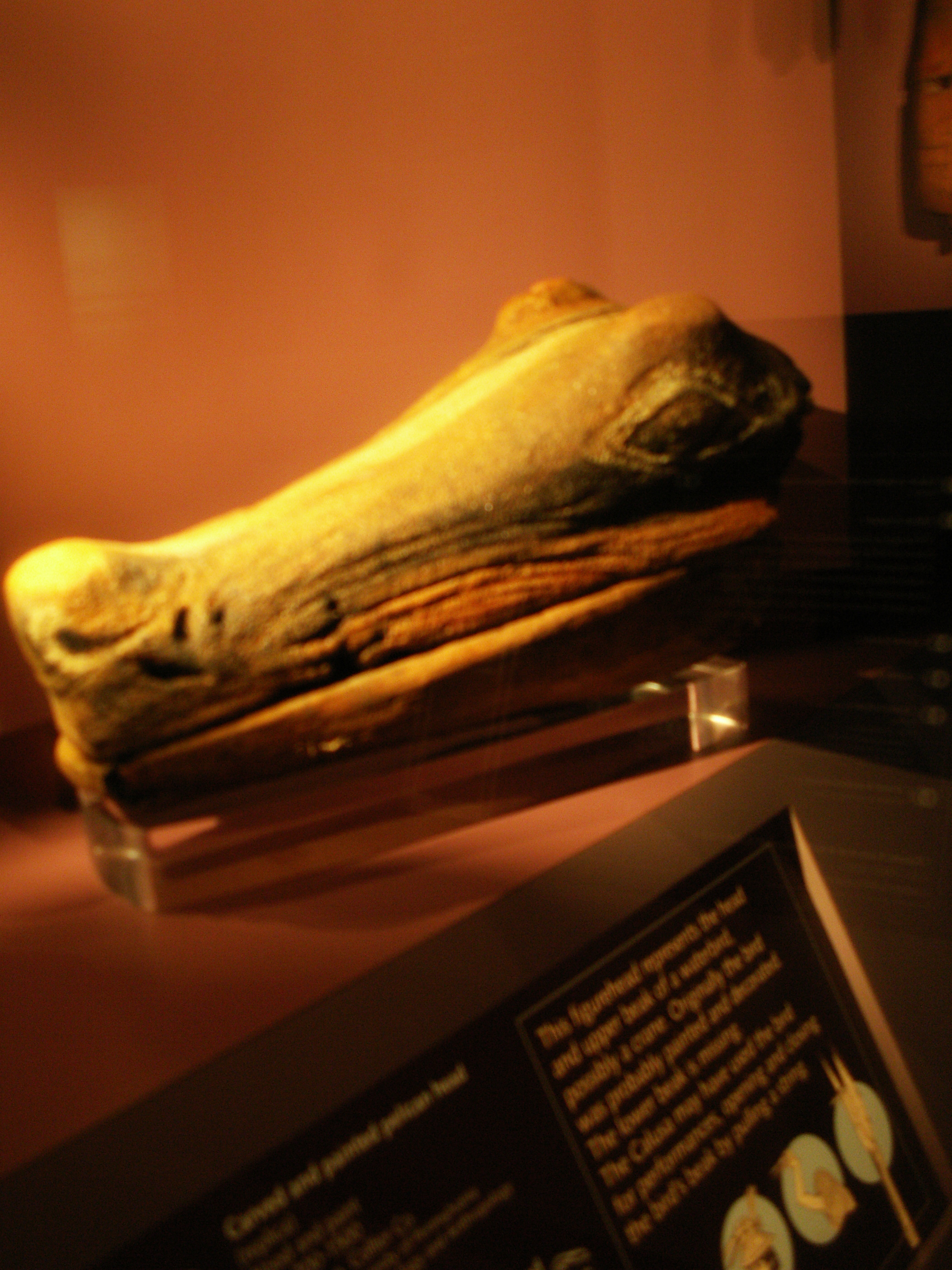
Effigie d'alligator en bois, Calusa, Floride

### Sud-ouest
La civilisation des Anasazis, dont l'apogée se situe entre 1000  et 1300, a marqué la région du Sud-Ouest des États-Unis avant de disparaître mystérieusement. Elle se développa grâce à une agriculture irriguée (maïs, coton). Elle laissa des vestiges imposants de cités comme à Mesa Verde et Chaco Canyon. Les artisans anasazis utilisaient divers matériaux comme la turquoise, les plumes, les coquillages.
Vers 200 se développe la culture Hohokam, dont les descendants sont les Tohono O'odham, les Akimel O'odham et les Pima. Un autre peuple aujourd'hui disparu, les Mogollons sont réputés pour leurs peintures narratives sur céramique.
Au cours du dernier millénaire, les peuples athapascans venus du nord du Canada se sont installés dans le Sud-ouest : il s'agit des Navajos, qui se distinguent par leur tradition de peinture sur sable et de tapis ou couvertures.

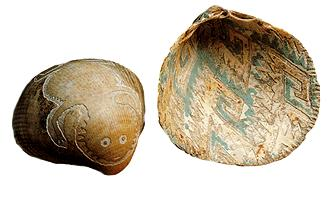
Etched shell, Hohokam
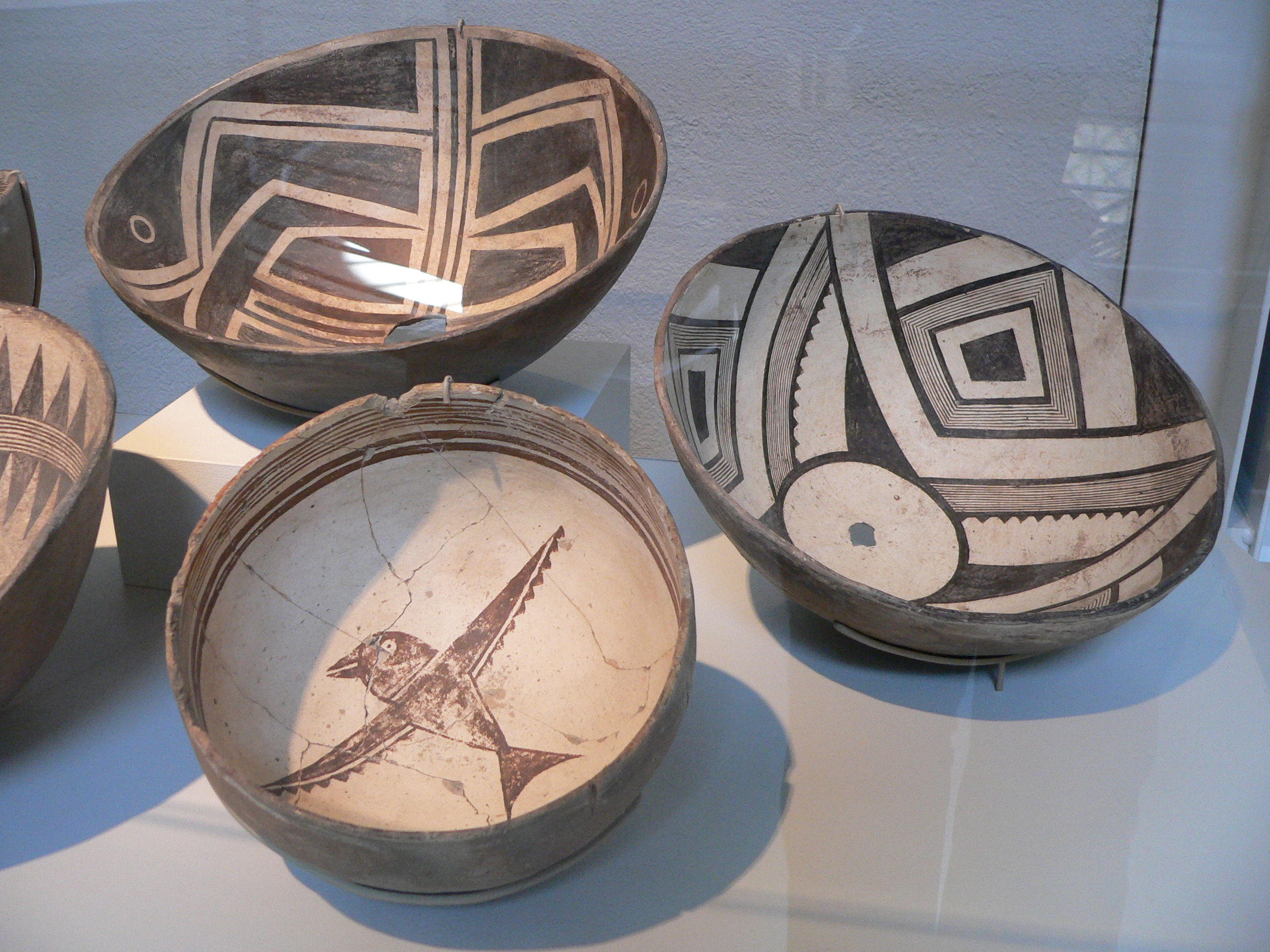
Bol mogollon, Université Stanford (Californie)
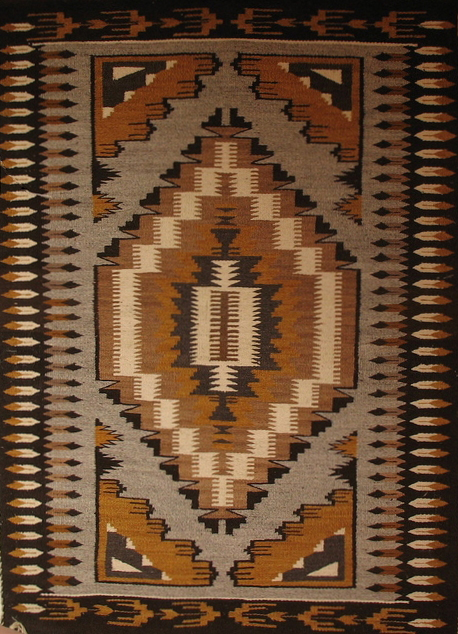
Tapis navajo
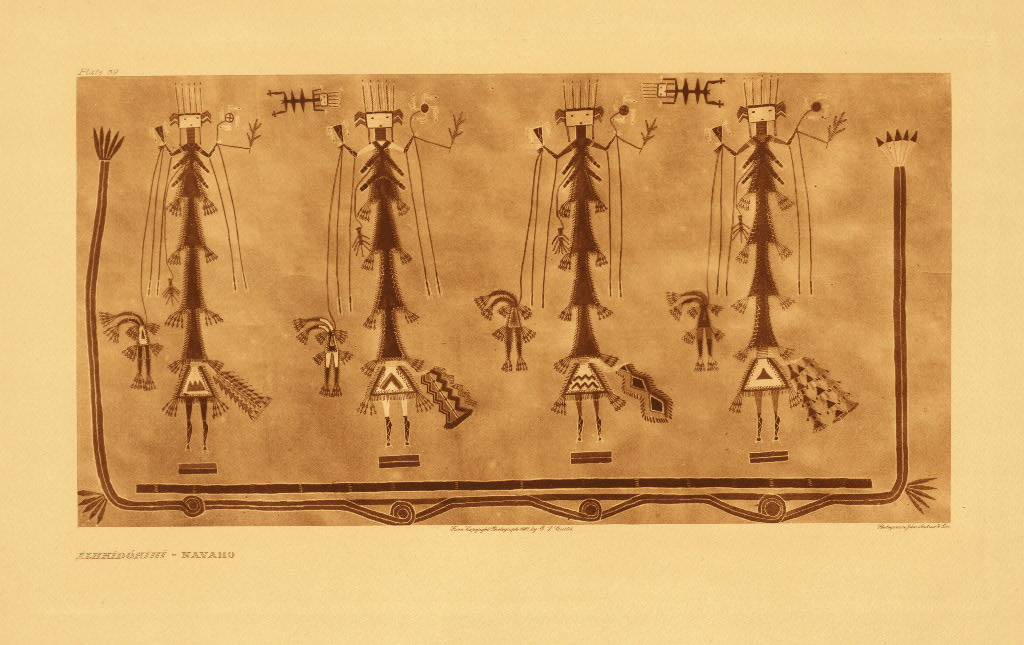
Peinture sur sable navajo.
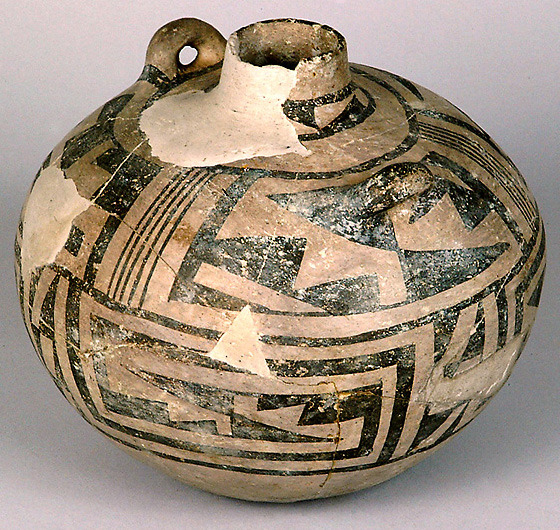
Céramique anasazie, Chaco Canyon, Nouveau-Mexique vers 700/1100
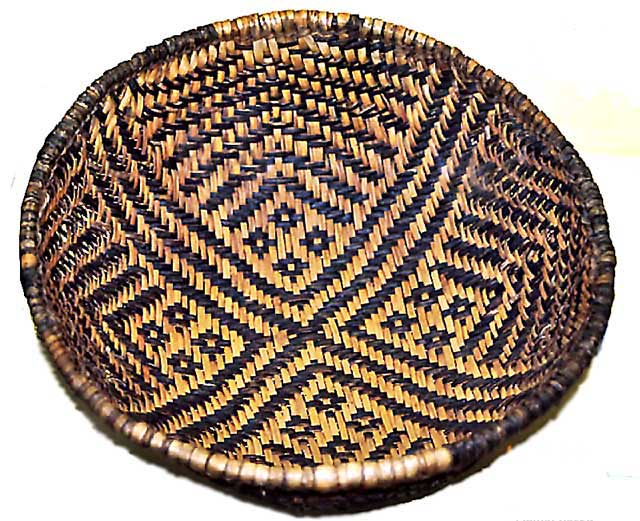
Vannerie, Culture des Basketmakers
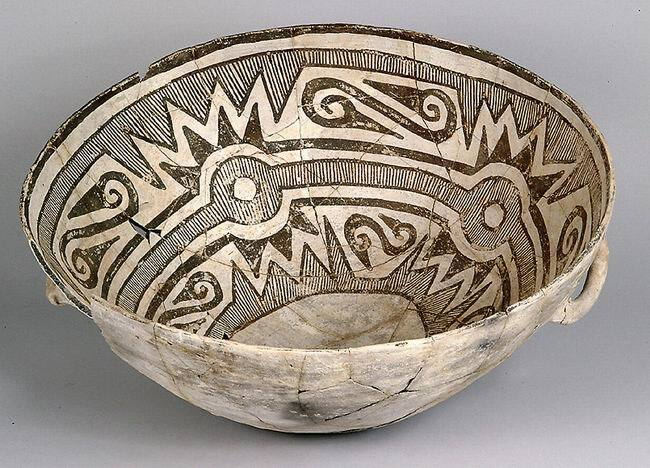
Poterie anasazie, Chaco Canyon
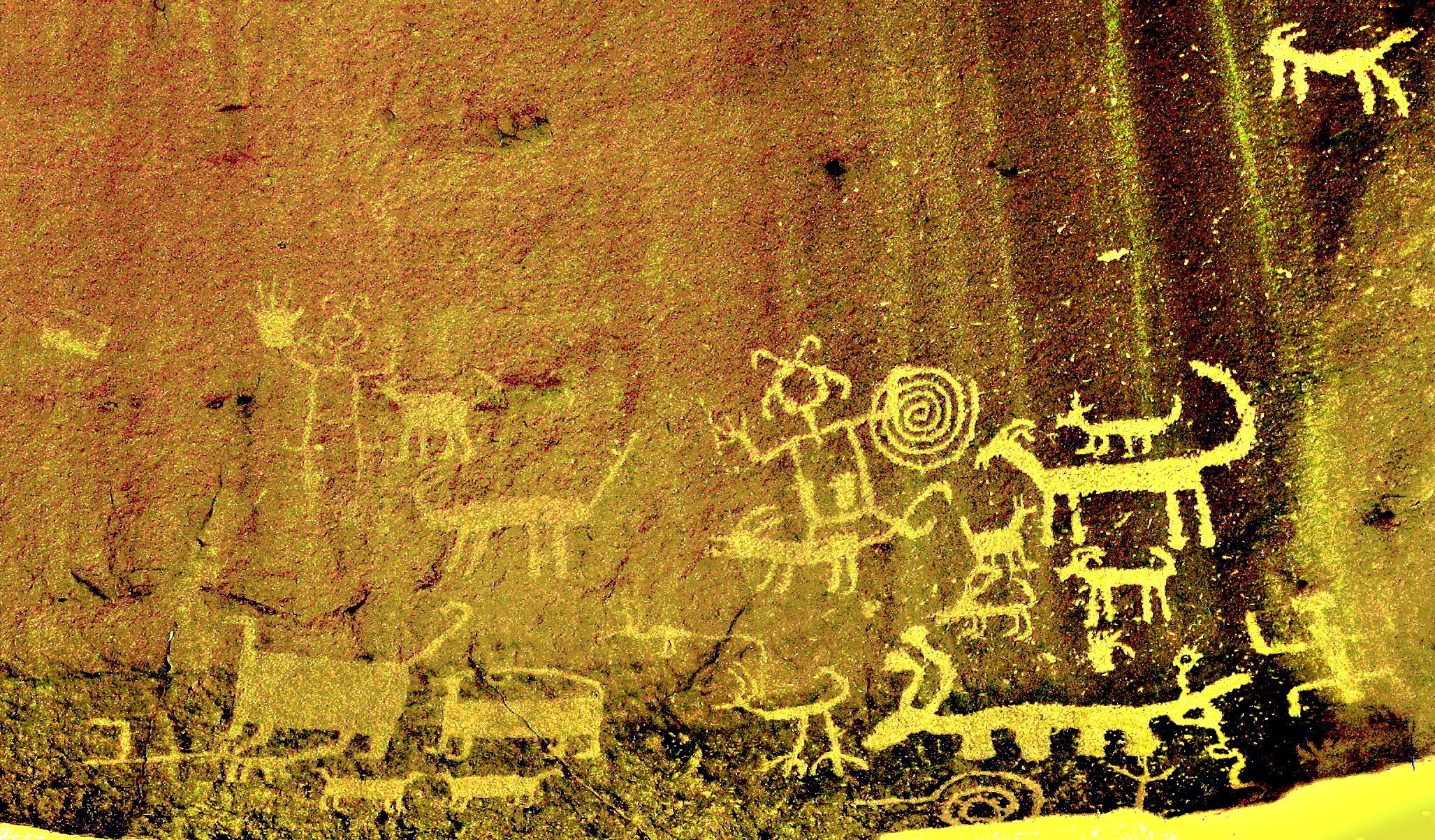
Pétroglyphes, Chaco Canyon

## Collections publiques françaises
- Musée du Quai Branly - Jacques-Chirac, Paris
- Musée des Amériques, Auch (Gers)
- Liste d'ouvrages sur l'Amérique précolombienne classés par thème